# アンディ・クーパー
アンディ・クーパー（Andrew Lewis "Andy" Cooper, 1898年4月24日 - 1941年6月3日）は、1920～1940年代にアメリカ合衆国のニグロリーグで活躍していた野球選手。主なポジションは投手。テキサス州ウェーコー生まれ。左投げ右打ち。ニックネームは"Lefty"（レフティ）。

## 来歴・人物
1920年、クーパーはニグロリーグのデトロイト・スターズに入団、最初の2年間での成績は5勝11敗だったといわれる。6フィート2インチ（約188cm）という長身の左利き投手だったが、コントロールのよさと様々な変化球を駆使する技巧派の投手だったそうである。デトロイトのエースとして活躍するようになるのは1922年以降で、この年から6年間の勝敗は、それぞれ14勝5敗（1922年）、15勝8敗（1923年）、12勝5敗（1924年）、12勝1敗（1925年）、12勝8敗（1926年）、7勝3敗（1927年）という投手記録が残っている。
1928年以降はカンザスシティ・モナークスに在籍、1928年に13勝7敗、翌1929年に13勝3敗という成績を残した。1930年、同僚と乗っていた自動車が事故に巻き込まれて腕や脚を負傷するという不運があり、シーズン途中一度デトロイトに戻ったりもしているが、それでも15勝6敗という成績を収めた。
クーパーはニグロリーグのほかに、1920年代にキューバのウィンターリーグに3シーズン参加し、3年間通算で15勝（17敗）を挙げている。また1933～34年には、ロニー・グッドウィンが率いるニグロリーグの選抜チームに加わり、日本、中国、フィリピンで試合を行っている。その後リーグを離れ独立チームとなっていたモナークスに再度合流、1936年は様々なチームとの交流試合での成績ではあるが、通算で27勝8敗の成績だったという。1937年以降チームはニグロ・アメリカン・リーグに加盟し、クーパーもリーグ制覇を3度経験している。1941年に心臓病のため45歳で他界。2006年にニグロリーグ特別委員会がアメリカ野球殿堂入り選手に選出した。

## 記録・表彰等
- 通算投手成績：116勝57敗
- ニグロリーグでの通算セーブ数：29（ニグロリーグ歴代最多）